# 유타 재즈
유타 재즈(영어: Utah Jazz)는 미국 유타주 솔트레이크시티를 연고지로 하는 NBA 서부 콘퍼런스 노스웨스트 디비전 소속 프로농구 팀이다.
1974년 루이지애나주 뉴올리언스를 연고로 창단했으나, 1979년 유타주 솔트레이크시티로 연고지를 이전했다. 창단 후 아홉 시즌 동안 플레이오프 진출에 실패했으나, 10번째 시즌인 1983-1984 시즌에 처음으로 플레이오프에 진출하는 데 성공했으며, 그 후 2003-2004 시즌까지 연속으로 플레이오프에 진출했다.
1984년 드래프트에서 포인트 가드 존 스탁턴, 1985년 드래프트에서 파워 포워드 칼 말론을 지명하면서 강팀으로 부상했다. 특히 1988년 제리 슬로언이 감독이 된 후로는 더욱 강력해져서 1997년과 1998년 NBA 파이널에 진출했으나 두 번 모두 마이클 조던이 이끄는 시카고 불스에 패하면서 준우승을 기록했다.
2003년 존 스탁턴이 은퇴하고 칼 말론은 로스앤젤레스 레이커스로 떠나면서 침체에 빠졌으나, 포인트 가드 데런 윌리엄스, 파워 포워드 카를로스 부저의 등장으로 다시 강팀으로 올라섰다.

## 역대 홈경기장

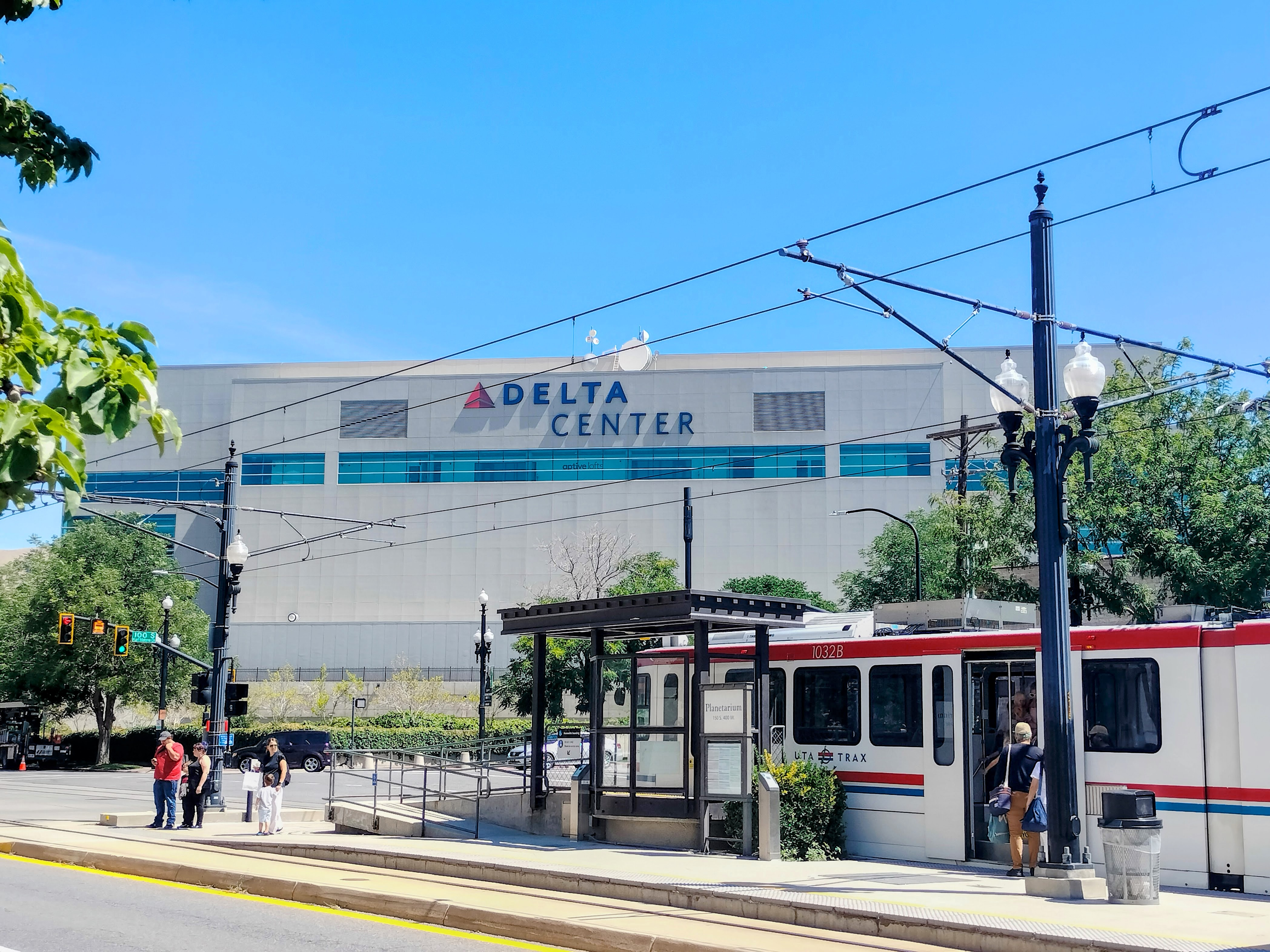
유타 재즈의 홈경기장인 경기장 델타 센터

| 경기장                         | 사용기간      | 수용인원 | 장소                    | 비고 |
| ------------------------------ | ------------- | -------- | ----------------------- | --- |
| 뉴올리언스 재즈                |               |          |                         | |
| 뉴올리언스 뮤니시펄 오디토리움 | 1974년~1975년 | 7,853명  | 루이지애나주 뉴올리언스 | 빈칸 |
| 로욜라 필드 하우스             | 1974년~1975년 | 6,500명  | 루이지애나주 뉴올리언스 | 제2홈경기장 |
| 루이지애나 슈퍼돔              | 1975년~1979년 | 55,675명 | 루이지애나주 뉴올리언스 | 빈칸 |
| 유타 재즈                      |               |          |                         | |
| 솔트 팰리스                    | 1979년~1991년 | 12,686명 | 유타주 솔트레이크시티   | 빈칸 |
| 토머스 & 맥 센터               | 1983년~1984년 | 18,500명 | 네바다주 패러다이스     | 제2홈경기장 |
| 델타 센터                      | 1991년~현재   | 18,306명 | 유타주 솔트레이크시티   | 델타 센터 (1991년~2006년) 에너지솔루션스 아레나 (2006년~2015년) 비빈트 스마트홈 아레나 (2015년~2020년) 비빈트 아레나 (2020년~2023년) |

## 영구 결번
| 번호      | 이름            | 포지션 | 활동 기간     | 비고                           |
| --------- | --------------- | ------ | ------------- | ------------------------------ |
| 유타 재즈 |                 |        |               |                                |
| 1         | 프랭크 레이든   | 빈칸   | 1981년~1988년 | 전 감독                        |
| 4         | 애드리안 댄틀리 | 포워드 | 1979년~1986년 | 빈칸                           |
| 6         | 빌 러셀         | 센터   | 빈칸          | NBA 최초로 전 구단 영구결번됨. |
| 7         | 피트 마라비치   | 가드   | 1974년~1979년 | 빈칸                           |
| 9         | 래리 밀러       | 빈칸   | 1985년~2009년 | 전 구단주                      |
| 12        | 존 스탁턴       | 가드   | 1984년~2003년 | 빈칸                           |
| 14        | 제프 호나섹     | 가드   | 1994년~2000년 | 빈칸                           |
| 32        | 칼 말론         | 포워드 | 1985년~2003년 | 빈칸                           |
| 35        | 대럴 그리피스   | 가드   | 1980년~1991년 | 빈칸                           |
| 53        | 마크 이튼       | 센터   | 1982년~1993년 | 빈칸                           |
| 1127      | 제리 슬로언     | 빈칸   | 1988년~2011년 | 유타 재즈에서 기록한 승수이다. |
| 빈칸      | 로드 헌들리     | 빈칸   | 1974년~2009년 | 장내 아나운서                  |

## 라이벌
- 휴스턴 로키츠

## 같이 보기
- 유타 스타즈